# René Stadtkewitz

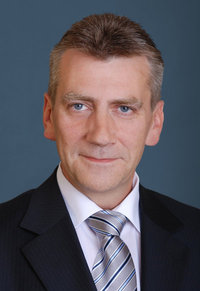
René Stadtkewitz (2012)

René Stadtkewitz [ʃtʰatʰˈkevɪt͡s] (* 9. Januar 1965 in Ost-Berlin) ist ein deutscher Politiker (AfD, zuvor Die Freiheit bis 2013, CDU bis 2009). Er war von 2001 bis zum Jahr 2011 Mitglied des Abgeordnetenhauses von Berlin. Gewählt wurde er über die Bezirksliste der Pankower CDU. Vom Oktober 2010 bis zum Oktober 2013 war er Bundesvorsitzender der von ihm mitgegründeten Partei Die Freiheit.

## Leben
Von 1981 bis 1984 machte Stadtkewitz eine Berufsausbildung mit Abitur als Metallurg für Walzwerktechnik. Von 1984 bis 1986 absolvierte er seinen Grundwehrdienst. Er gibt an, den Dienst an der Grenze verweigert zu haben und deshalb von der Stasi drangsaliert worden zu sein. „Mit 21 war ich fertig mit der DDR“, so Stadtkewitz.
Von 1986 bis 1991 arbeitete Stadtkewitz im Industrieroboterbau. Im Jahre des Mauerfalls floh er mit seiner Familie über Ungarn aus der DDR in die Bundesrepublik Deutschland. Nach der Wiedervereinigung kehrte er nach Berlin zurück. Von 1994 bis 1996 war er kaufmännischer Angestellter; seit 1996 ist er Geschäftsführer und anteiliger Kommanditist in einem Handwerksbetrieb.
Stadtkewitz ist verheiratet und hat zwei Kinder.
In der Nacht zum 10. August 2006 wurde ein Brandanschlag auf Stadtkewitz und dessen Familie in deren Haus verübt. Dabei wurde ein Molotow-Cocktail in ein offen stehendes Kellerfenster geworfen und dadurch eine Matratze in Brand gesetzt. Stadtkewitz und seine Frau holten die zwei schlafenden Kinder aus den Betten und flüchteten ins Freie. Stadtkewitz ist schon einige Monate zuvor bedroht worden. In drei Briefen wurde ihm angekündigt, dass es „der Familie an den Kragen geht“, wenn er seinen Widerstand gegen den Bau der Khadija-Moschee nicht aufgeben und sein Mandat als Abgeordneter nicht niederlegen würde. Der Staatsschutz nahm die Ermittlungen auf, da ein politischer Hintergrund nicht ausgeschlossen wurde. Die CDU-Politiker Friedbert Pflüger und Frank Henkel sowie der Landes- und Fraktionsvorstand der Berliner CDU erklärten ihre Solidarität mit Stadtkewitz. Die Täter wurden nicht ermittelt.

## Partei und Abgeordneter
Seit 1995 war Stadtkewitz Mitglied der Christlich Demokratischen Union (CDU). Während des Berliner Bankenskandals war er Mitglied im Untersuchungsausschuss des Berliner Abgeordnetenhauses. Von 2001 bis 2005 und von 2006 bis 2007 war Stadtkewitz Vorsitzender der CDU Berlin-Pankow. Von März 2007 bis Oktober 2009 war er deren stellvertretender Vorsitzender. Bei der Wahl zum Berliner Abgeordnetenhaus 2006 erzielte Stadtkewitz im Berliner Ortsteil Heinersdorf 17,3 Prozent der Erststimmen. Von 2006 bis zu seinem Austritt aus der CDU im Oktober 2009 war er als Leiter des Arbeitskreises für Stadtentwicklung, Bauen, Wohnen und Verkehr Mitglied im Vorstand der CDU-Fraktion sowie bis September 2010 bau- und wohnungspolitischer Sprecher.
Am 30. Oktober 2009 erklärte Stadtkewitz seinen Austritt aus der CDU, blieb jedoch Mitglied der Fraktion, wie die CDU-Fraktion eine Woche später mitteilte. Nachdem Stadtkewitz den niederländischen Politiker Geert Wilders zu einer Diskussionsveranstaltung am 2. Oktober 2010 eingeladen hatte, drohte die Berliner CDU-Fraktion Stadtkewitz den Ausschluss an. Stadtkewitz beharrte auf seiner Position, woraufhin der CDU-Fraktionsvorstand auf seiner Sitzung am 30. August 2010 einstimmig beschloss, der Fraktion den Ausschluss zu empfehlen. Am 7. September 2010 wurde Stadtkewitz mit 27 von 34 Stimmen aus der CDU-Fraktion ausgeschlossen. Daraufhin gab Stadtkewitz, zusammen mit dem ehemaligen CDU-Politiker Marc Doll und dem ehemaligen Bundesvorstandsmitglied der Piratenpartei, Stefan Koenig, die Gründung einer neuen Partei mit dem Namen „Die Freiheit“ bekannt, die an der Wahl zum Berliner Abgeordnetenhaus 2011 erstmals teilnahm. Am 28. Oktober 2010 wurde die Partei offiziell in Berlin gegründet, Stadtkewitz wurde zum Bundes- und Landesvorsitzenden für Berlin gewählt.
Bei der Wahl zum Abgeordnetenhaus von Berlin 2011 erreichte die von Stadtkewitz mitgegründete Partei 1,0 % der Zweitstimmen und scheiterte an der Fünf-Prozent-Hürde. Stadtkewitz erreichte 2,9 % der Erststimmen in seinem Wahlkreis und wurde nicht wieder in das Berliner Abgeordnetenhaus gewählt. Im September 2013 rief er wegen fehlender Wahlerfolge dazu auf, die im Februar 2013 neu gegründete Partei Alternative für Deutschland (AfD) zu unterstützen. Im Oktober 2013 trat er vom Amt des Bundesvorsitzenden von „Die Freiheit“ zurück.
Seit dem 6. Januar 2024 ist er offizielles Mitglied der Alternative für Deutschland Brandenburg-Oberhavel. Am 16. März 2025 stand Stadtkewitz gegen Alexander Kretzschmar (parteilos) in der Stichwahl zum Bürgermeister von Zehdenick, unterlag aber.

## Positionen und Aktionen
Im September 2006 geriet Stadtkewitz in die Schlagzeilen der Berliner Tageszeitungen, weil er kurz vor den Wahlen zum Berliner Abgeordnetenhaus der Wochenzeitung Junge Freiheit ein Interview gab. Nach diesem Interview sah sich Stadtkewitz mit Rücktrittsforderungen auch aus den eigenen Reihen konfrontiert. Im Interview mahnte er an, dass sich „Politik zu weit vom Volk entfernt“ hätte und kritisierte die „Verschiebung des politischen Koordinatensystems nach links“.
Stadtkewitz engagierte sich gegen den Bau der Khadija-Moschee der Ahmadiyya Muslim Jamaat in Berlin-Heinersdorf. Er unterstützte die Bürgerinitiative ipahb e. V. und beteiligte sich an mehreren Demonstrationen gegen den Moscheebau. Auf der Abschlusskundgebung der Demonstration am 11. Juli 2007 hielt er eine Rede, in der er den Islam als „Politik-Religion“ und als in „Europa nicht integrierbar“ bezeichnete. Stadtkewitz und andere Vertreter der Pankower CDU richteten sich mit der Unterstützung der Proteste gegen den Moscheebau auch gegen den damaligen CDU-Baustadtrat Martin Federlein, der den Bau der Moschee entsprechend geltenden Gesetzen genehmigte. Stadtkewitz und die Berliner CDU verurteilten in einer gemeinsamen Erklärung der Abgeordnetenhausfraktionen nach einem Brandanschlag auf die Baustelle der Moschee die „islamfeindliche Propaganda“ im Umfeld der Proteste.
Im Oktober 2009 beantragte Stadtkewitz eine Online-Petition beim Deutschen Bundestag mit der Forderung nach einer Enquête-Kommission, die sich mit „Zuwanderung und Integration befassen und dem Parlament Handlungsempfehlungen für eine mögliche Nachbesserung des Staatsbürgerschafts- und Zuwanderungsrechts erarbeiten“ solle. Er warb für die Petition mit dem Slogan „Support Sarrazin“. In der Begründung hob Stadtkewitz erneut besonders auf „Zuwanderung aus islamisch geprägten Ländern“ ab und behauptete „mangelnde Integrationsbereitschaft“. Der Petitionsausschuss ließ die Eingabe nicht als öffentliche Petition zu: Es „sollte den Fraktionen überlassen bleiben zu prüfen, ob und inwiefern sie eine dementsprechende Initiative im Parlament ergreifen wollen“.
Stadtkewitz war zudem einer der Erstunterzeichner der Aktion Linkstrend stoppen, welche sich nach eigener Aussage seit 2010 gegen die „Aufgabe von christlich-konservativen und marktwirtschaftlichen Positionen“ in der CDU wendet.
Um die Mitte des Jahres 2010 lud Stadtkewitz den niederländischen Politiker Geert Wilders nach Berlin ein. Dieser folgte der Einladung und hielt dort am 2. Oktober 2010 eine Rede vor etwa 500 Gästen. Vor dem gastgebenden Hotel kam es zu Protesten von etwa 80 Demonstranten.

## Gesellschaftliches Engagement
Seit 2005 ist Stadtkewitz Mitglied im UHW (Unionhilfswerk e. V.) und seit 2007 Mitglied im Verein für Pankow e. V.
Von 2008 bis 2014 war Stadtkewitz Landesvorsitzender für Berlin-Brandenburg und stellvertretender Bundesvorsitzender des rechtspopulistischen Vereins Bürgerbewegung Pax Europa, welcher sich nach eigenen Angaben für die Werte der „freiheitlich-demokratischen Grundordnung“ sowie für die „Bewahrung der christlich-jüdischen Tradition unserer europäischen Kultur“ einsetzt und gleichzeitig den Islam als „faschistoide Ideologie“ bezeichnet. Von 2014 bis 2022 war er deren Bundesvorsitzender.